# 佐々木修一
佐々木 修一（ささき しゅういち、1950年4月10日 - 2015年6月10日）は、岩手県出身の調教師。岩手競馬・水沢競馬場所属。1999年1月、JRA東京競馬場で行われたGIフェブラリーステークスで管理馬メイセイオペラが優勝、2012年現在でも地方競馬で唯一のJRAGIを勝利した調教師である。

## 来歴
都会への憧れが人一倍強く、その頃流行していた佐々木新一のヒット曲「あの娘たずねて」をよく歌っていた。自動車整備士を目指して1967年に集団就職で上京し、東京の自動車会社に入社。横浜郊外にあるサービス工場が職場となり、トラックの荷台の溶接を任された。丁寧な仕事を心掛けるも、その態度が上司には「仕事が遅い」と映って毎日叱責されたが、深夜までこつこつ働いた。しかし、一年が過ぎても相変わらず仕事は溶接ばかりで、理想とはかけ離れた仕事内容で嫌気が差していた。ある日、競走馬の育成をしている叔父から「今度、岩手の馬が東京で走るぞ」と電話があり、大井競馬場で叔父が育てた馬が勝ったレースを見て競馬の世界に魅了され、競馬の世界に飛び込むことを決意。南関東を経て水沢に戻り厩務員生活を送り、41歳で調教師の資格を得て1992年厩舎を開業。厩舎を開業して2年が経った1994年、管理馬で明正商事の所有馬のパラダイスカフェがデビュー、同馬は1995年にかけてデビュー12連勝を記録するなど通算18戦16勝、2着1回、3着1回という成績を残した。そして1996年、メイセイオペラがデビュー。途中、不振や大怪我などあったが活躍。その後もコンスタントに重賞勝ち馬を輩出し、岩手競馬厩舎リーディングでも上位の常連となっている。

## おもな受賞歴
- 1998年度 NARグランプリ優秀調教師賞
- 1999年度 NARグランプリ優秀調教師賞
- 2002年度 岩手競馬リーディングトレーナー
- 2004年度 岩手競馬リーディングトレーナー

## おもな管理馬
- メイセイオペラ（東北優駿、桐花賞、シアンモア記念2勝、マーキュリーカップ、みちのく大賞典3勝、南部杯、北上川大賞典2勝、フェブラリーステークス、帝王賞など）
- チュードサンデー（ダイヤモンドカップ、岩鷲賞、東北優駿）
- メイセイオペレッタ（オパールカップ）
- メイセイユウシャ（せきれい賞）
- テンショウボス（トウケイニセイ記念、みちのく大賞典、桐花賞）

## 所属騎手
- 阿部英俊
- 渡辺正彦（佐藤浩一厩舎に移籍後引退）

## 人物・エピソード
2004年7月13日放送のNHK『プロジェクトX』で、メイセイオペラのテーマで佐々木修一が取り上げられた。番組中では主役級の扱いであった。また、菅原勲騎手、柴田洋行厩務員とともに登場。当時の思い出を語った。